# Gigantopelta
Gigantopelta es un género de gasterópodos de la familia Peltospiridae.

## Especies
- Gigantopelta aegis (Chen, Linse, Roterman, Copley & Rogers, 2015)
- Gigantopelta chessoia (Chen, Linse, Roterman, Copley & Rogers, 2015)